# Tai O
Tai O (kinesiska: 大澳) är en ort i Hongkong (Kina). Den ligger i den västra delen av Hongkong. Tai O ligger 7 meter över havet och antalet invånare är 2 000.
Terrängen runt Tai O är kuperad åt sydost, men västerut är den platt. Havet är nära Tai O åt nordväst.  I omgivningarna runt Tai O växer i huvudsak städsegrön lövskog.